# ヴィセイセイ
ヴィセイセイ（英語: Viseisei）はフィジー共和国ヴィティレヴ島西海岸のヴダ岬にある村である。

## 歴史
伝説によると、ヴィセイセイはフィジー最古の都で最初にメラネシアンがカヌーでヴィティレヴ島のヴダ岬に上陸した時ルーツナソバソバ (Lutunasobasoba)によって造営された。
フィジー三代目大統領であるラツ・ジョセファ・イロイロは2011年2月6日に90歳の時この地で逝去した。